# Annoire
Annoire település Franciaországban, Jura megyében. Lakosainak száma 423 fő (2022. január 1.). Annoire Saint-Loup, Bousselange, Chemin, Petit-Noir, Fretterans, Lays-sur-le-Doubs és Pourlans községekkel határos.

## Népesség
A település népességének változása:
| Lakosok száma | 490  | 439  | 401  | 409  | 381  | 382  | 377  | 404  | 417  | 423  |
|               | 1968 | 1982 | 1990 | 2006 | 2013 | 2015 | 2017 | 2019 | 2020 | 2022 |